# Scopocira panamena
Scopocira panamena là một loài nhện trong họ Salticidae.
Loài này thuộc chi Scopocira. Scopocira panamena được Ralph Vary Chamberlin & Wilton Ivie miêu tả năm 1936.